# Nicephora trigonidioides
Nicephora trigonidioides är en insektsart som beskrevs av Bolívar, I. 1900. Nicephora trigonidioides ingår i släktet Nicephora och familjen vårtbitare. Inga underarter finns listade i Catalogue of Life.